# Agauopsis elaborata
Agauopsis elaborata is een mijtensoort uit de familie van de Halacaridae. De wetenschappelijke naam van de soort is voor het eerst geldig gepubliceerd in 1996 door Bartsch.